# Pucará del cerro Mauco
El pucará del cerro Mauco (del mapudungun maung, "estar algo o alguien suspendido en el aire" y ko, "agua"; maungko, "agua suspendida", en alusión a la nube característica que cubre de tanto en tanto el cerro) es una fortaleza inca ubicada en la ribera norte del río Aconcagua,  cerca de su desembocadura, en la región de Valparaíso, Chile. 

## Historia

Expansión de Túpac Yupanqui hacia el sur, en amarillo.

Del valle de Cuquimpu, el Sapa Inca resolvió avanzar otros 200 km hacia el sur, conquistando todos los poblados hasta el río Maule, incluyendo a la porción norte del pueblo picunche El Inca decidió traer mitimaes diaguitas, quechuas y aymaras para poblar el Valle del Aconcagua. Es por esto que Jerónimo de Vivar mencionaba que varios valles se encontraban despoblados, en especial el de Coquimbo que según cuenta el cronista español tras una rebelión de los locales contra los incas, 5000 diaguitas fueron masacrados.
En el valle de Quillota las tropas incas fueron bien recibidas por los locales, pero terminaron por ser emboscadas; tras esto el Inca ordenó que 100.000 soldados recuperaran el valle al mando de su medio hermano o primo Apocámac Inga acompañado por Winchachire Inga, Mango Inga, Topa Amaro e Inga Mayatc. Las tropas entraron en el valle capturaron al cacique local y varios de sus guerreros a los que ejecutaron. Tras esto la rebelión continuó hasta que los incas se hicieron cargo de la situación.
La conquista de Quillota (su extensión como la entendían los conquistadores hispanos, abarcaba desde la serranía que lo separaba del valle de Ligua, Llay Llay por el oriente la serranía de la Dormida y Colliguay hasta el valle de Casablanca por el sur) aseguró al Imperio la posesión del Norte Chico y del valle de Aconcagua, el último transversal, con acceso a ricos minerales de cobre y oro, además de abundante mano de obra indígena. El Inca Garcilaso de la Vega afirma que la expansión hasta el Aconcagua fue un proceso largo lleno de sacrificios para los Incas, que duró 6 años. El Inca debió socorrer a los suyos con guerreros de refuerzo, bastimentos, armas, vestuario, etc. llegando a tener en el Valle de Chile más de 50.000 guerreros, seguramente con sus familias. En la defensa de Quillota participaron habitantes de otros valles cercanos y lejanos, y según Rosales, la derrota de los guerreros de Quillota y sus aliados fue seguida por la rendición completa de los valles de Aconcagua y Mapocho.
Tras esto el Inca hizo construir caminos, puentes, tambos, pozos, depósitos de alimentos necesarios para abastecer un gran ejército. Oliva dice que planeaba en traer un gran contingente de medio millón de mitimaes (probablemente una cifra exagerada), además mandaría a gran parte de la población nativa a regiones distantes, sin embargo estos planes se cancelarían con su muerte. El Inca también mandó construir los fuertes de Catemu y Cerro Mauco. Entre 1483 y 1485 el Inca envió tropas al sur del río Aconcagua.
El pucará del Cerro Mauco es uno más dentro de una serie de pucarás construidos (Chena, Angostura y Merchacas) en los valles de los ríos Aconcagua, Mapocho y Maipo, los cuales son atribuibles a Túpac Yupanqui y a Huayna Cápac. En cambio las construcciones de Catemu y Cerro Mauco, se cree que podrían pertenecer al último tramo del reinado de Túpac Yupanqui, cuando el río Aconcagua constituía la frontera austral del Imperio. Eso ocurrió en la década de 1460 con su expansión hacia el sur hasta el valle de Chile o del Aconcagua.

## Descripción
En la cumbre del cerro Mauco hay restos de una edificación precolombina. Benjamín Vicuña Mackenna la describió en su obra La edad del oro en Chile:

El pico de Mauco, en cuya cima dicen los que a sus pies habitan existe un malal o fortaleza de indios [...] ¿Fue el malal de Mauco la plaza fuerte del toqui de Colmo y de Quintero y señor de Malcara que allí guardaba los tesoros de sus lavaderos contra la codicia de los vecinos valles?.
Benjamín Vicuña Mackenna

En los primeros momentos de nuestra afortunada ascension, una gruesa neblina empujada por fuerte brisa del norte, comenzó a envolver todos los contrafuertes i laderas de la montaña i no faltó álguien en la comitiva que presajiase mal de la empresa comenzada, atribuyendo aquella importuna camanchaca a los dioses i guerreros peruanos cuyas ruinas íbamos con nuestra curiosidad i trasiego a perturbar. Mas por fortuna el sol primaveral triunfó sin esfuerzo del océano, desgarrando en mil jirones aquella espesa venda, que en el valle llaman tradicionalmente "el gorro del Mauco", dejándonos espeditos para proseguir nuestra tarea i gozar de ella.
Benjamín Vicuña Mackenna 

¿Es el Mauco un cautelador de esta situación de convivencia relativamente pacífica de inkas y picunches? ¿Significa el Mauco y su huaca o fortaleza el cruce de horizontes?
Cristián Soto Carvajal
Viajero del Suelo Americano

## Pucará o huaca
Los investigadores difieren de la utilidad de estas ruinas como fortaleza o pucará. José Toribio Medina la describe como pucará con los muros conformando una elipse, lo que parece distinguirse desde el aire.
La geografía y orografía no acompañan este propósito, similar al caso de la huaca de Chena, latamente conocida como pucará pero resultó ser una huaca. Por lo que es poco probable que haya sido un pucará, sino más bien podría haber tenido un uso ritual, como las ruinas de Complejo Arquitectónico Cerro Mercachas. Estas ruinas fueron reconocidas por una cantidad de alrededor de 25 recintos, los de mayores tamaños ubicados al noreste del cerro con una amplia visibilidad hacia las más altas cumbres como el Aconcagua. Describe asimismo una hilera de piedras de poco más de 80 cm de ancho, orientada de norte a sur, con espacios circulares cada tres metros. En un plano presentado por Rubén Stehberg figura un segundo alineamiento de piedras un poco más al sur, que está orientado aproximadamente a 70° al noreste. 

Los antecedentes más antiguos de la tradición de los bailes chinos en Chile Central se remontan a la cultura Aconcagua, que se desarrolló entre el año 900 y 1400 de nuestra era. De aquella época se conservan algunas flautas de piedra muy semejantes a las que los Chinos usan en la actualidad. Ellas forman parte de un proceso de desarrollo músico-ritual, que abarcó una gran área de Los Andes del Sur. La tradición Aconcagua, ubicada entre los ríos Aconcagua y Maipo, separaba dos zonas culturalmente diferentes: la mapuche hacia el sur, y la diaguita al norte. Este contacto cultural fomentó el desarrollo musical local, llevándolo a un grado sobresaliente en el panorama de los Andes Sur [...] Allá en la punta del cerro Mauco me contaba mi abuelita que hacían sus ceremonias los antiguos indígenas.
Mercado y Rondón.

De acuerdo a lo anterior, lo más probable es que esta explanada hubiera tenido finalidades rituales semejantes a los actuales bailes de Chinos, los que habrían sucedido en torno al solsticio de invierno, los predecesores del Inti Raymi o We Tripantu.

## Observatorio astronómico
Los incas habían desarrollado una compleja astronomía, basada en la salida y puesta del Sol (inti), la Luna (quilla) y ciertos planetas y astros, particularmente Venus (chasca) y las Pléyades (collca).